# Alena Schillerová
Alena Schillerová (ur. 18 marca 1964 w Brnie) – czeska prawniczka i urzędnik państwowy, w latach 2016–2017 wiceminister, a od 2017 do 2021 minister finansów, w latach 2019–2021 również wicepremier.

## Życiorys
W 1988 ukończyła studia prawnicze na Uniwersytecie Masaryka w Brnie, a w 2000 doktoryzowała się na tej samej uczelni. Pracowała na macierzystym uniwersytecie jako wykładowca akademicki, zajmując się prawem finansowym. Od 1991 była zatrudniona w administracji finansowej w Brnie. W latach 1995–2006 była wicedyrektorem, a następnie do 2012 dyrektorem tamtejszego urzędu finansowego. W 2009 została członkinią jednej z komisji w Radzie Legislacyjnej. Od 2013 do 2014 pełniła funkcję wicedyrektora urzędu podatkowego kraju południowomorawskiego, kierując równocześnie jednym z departamentów. W latach 2014–2015 zajmowała stanowisko dyrektora departamentu prawnego i podatkowego w Generalnej Dyrekcji Finansowej.
W styczniu 2016 została wiceministrem finansów do spraw podatków i ceł. W maju 2017 lider partii ANO 2011 Andrej Babiš w trakcie kryzysu rządowego zgłosił jej kandydaturę na stanowisko ministra finansów, jednak premier Bohuslav Sobotka odmówił dokonania jej nominacji.
Urząd ministra finansów objęła w grudniu tego samego roku, wchodząc w skład nowo utworzonego rządu Andreja Babiša. Pozostała na tym stanowisku także w powołanym w czerwcu 2018 drugim gabinecie dotychczasowego premiera. W kwietniu 2019 otrzymała dodatkowo nominację na funkcję wicepremiera.
W wyborach w 2021 z ramienia ANO 2011 uzyskała mandat deputowanej do Izby Poselskiej. Stanowiska w rządzie zajmowała do grudnia tegoż roku.